# Асигнат
Асигнат (француски: assignat, од латинског assigno — дознака) је био папирни новац коришћен у Француској у периоду Француске револуције и Француских револуционарних ратова. 

## Историја
Асигнати су први пут емитован 1789. године, након избијања Револуције. Емитован је у великим номиналама, од по 10.000 франака, а као покриће служила су заплењена добра племства и цркве. Од 1790. године емитују се и мале номинале и у оптицају се налазе заједно са кованим новцем. Услед инфлаторног емитовања, вредност асигната стално је опадала, тако да им је 1791. године вредност била 90% номиналне вредности. Крајем 1794. године вредност им је била 17%, а 1797. године сви асигнати проглашени су безвредним. 
Асигнати су се користили и у Италији. Између 1798. и 1799. године, француска армија створила је Римску републику у којој су коришћени асигнати (италијански: assegnati). Уведени су законом од 23. фруктидора VI године Републике (14. септембар 1798. године). Термин "асигнат" сличан је руском термину assignatsia што значи "банкнота". Асигнациона рубља (Ассигнационный рубль) коришћена је у Руској империји од 1769. до јануара 1849. године. Она, међутим, није повезана са Француском револуцијом. 